# 142 Polana
142 Polana este un asteroid din centura principală, descoperit pe 28 ianuarie 1875, de Johann Palisa.